# Midwestern Gothic
Midwestern Gothic est une revue littéraire américaine implantée à Ann Arbor, Michigan et à Chicago, Illinois. 

## Historique
Fondée en 2010 par Robert James Russell et Jeff Pfaller, Midwestern Gothic publie de la fiction, des essais et de la poésie.
En 2013, Midwestern Gothic a ouvert MG Press, qui publie des livres. La société organise chaque année un festival littéraire, Voices of the Middle West, en partenariat avec le campus de l'Université du Michigan.
Midwestern Gothic organise souvent des interviews avec des auteurs ou poètes reconnus du Midwest américain, comme Charles Baxter, Matt Bell, Marianne Boruch, Peter Ho Davies, Stuart Dybek, Alice Friman, V.V. Ganeshananthan ou encore Thomas McGuane.

## Midwestern Gothic(revue littéraire)
Midwestern Gothic publie de la fiction, des essais et de la poésie. La revue a pour vocation de dépeindre le portrait du midwest américain, à travers des auteurs qui y ont vécu ou qui y vivent encore.
Elle se distingue notamment de la majorité des magazines littéraires en recherchant activement des travaux d'auteurs jamais publiés, qui sont compilés avec ceux d'auteurs reconnus. Parmi les auteurs publiés, on remarque Nick Arvin, Frank Bill, Aaron Burch, Bonnie Jo Campbell, Roxane Gay, Amorek Huey, Lindsay Hunter, Keith Taylor, Anne Valente, Jeff Vande Zande, Marcus Wicker.

### Équipe
- Cofondateur et directeur de la rédaction : Robert James Russell
- Cofondateur et directeur de larédaction : Jeff Pfaller
- Rédactrice (poésie) : Christina Olson
- Responsable marketing : Stephanie Bucklin
- Rédacteur adjoint : Lauren Crawford
- Rédacteur adjoint : Rachel Hurwitz
- Rédacteur adjoint : Allison Reck

## MG Press
Fondée en 2013, MG de Presse est une extension de la revue littéraire du Midwest Gothic, qui met à l'honneur les auteurs du Midwest et leurs œuvres.

### Œuvres publiées
- Julie Babcock, Autoplay, 2014  (ISBN 978-0988201347)
- Scott Dominic Carpenter, This Jealous Earth: Stories, 2013  (ISBN 978-0988201330)
- Eric Shonkwiler, Above All Men, 2014  (ISBN 978-0988201323)
- Tell Me How It Was: An Anthology of Imagined Michigan Histories, 2015  (ISBN 978-0988201361)